# Myrmica lampra
Myrmica lampra és una espècie de formiga de la subfamília dels mirmicins (Myrmicinae) que es troba al Quebec, classificada el 1968 per Andre Francoeur. L'espècie és comensal, la qual cosa vol dir que viu a costa d'altres espècies del gènere Myrmica.